# Strzałki (rejon przemyślański)
Strzałki (ukr. Стрілки) – wieś w rejonie lwowskim (do 2020 roku w rejonie przemyślańskim) obwodu lwowskiego Ukrainy. Od zachodu przylega do Bóbrki.

## Dwór
- stary dwór wybudowany pod koniec XVII w. z kamienia i cegły. Przebudowany w stylu klasycystycznym istniał do 1914 r.[1]